# Zametopias speculator
Zametopias speculator là một loài nhện trong họ Thomisidae.
Loài này thuộc chi Zametopias. Zametopias speculator được Tord Tamerlan Teodor Thorell miêu tả năm 1892.